# The Strength and Agility of Insects
The Strength and Agility of Insects er en britisk stumfilm fra 1911 af F. Percy Smith.